# تورنرا هرمانیویدس
تورنرا هرمانیویدس (نام علمی: Turnera hermannioides) نام یک گونه از تیره گل‌ساعتیان است.